# ゼツェシオン
ゼツェシオン（Sezession）は、「分離」を意味するドイツ語で、19世紀末、ドイツ・オーストリア各都市に興った絵画・建築・工芸の革新運動。過去の芸術様式から分離して、生活や機能と結びついた新しい造形芸術の創造をめざした。分離派。ゼツェッション。セセッション。
ウィーンでは1897年に「オーストリア造形芸術家連盟ゼツェッション」が設立され、初代会長はグスタフ・クリムト、建築からはヨゼフ・マリア・オルブリッヒやオットー・ワーグナーが加わった。1920年代へと続くモダニズムの布石となった。